# Викулин, Павел Викторович
Павел Викторович Викулин (род. 19 мая 1989, Елец, Липецкая область) — российский лыжник, чемпион России, чемпион мира среди юниоров. Мастер спорта России международного класса.

## Биография
Воспитанник тренера Валерия Гуркова (г. Елец). На внутренних соревнованиях в разное время представлял Липецкую область, Московскую область, Республику Татарстан. Также тренировался под руководством Н. Е. Седова (юниорская сборная), А. Г. Романова (Татарстан).
Неоднократный победитель и призёр первенств России в младших возрастах.
Чемпион мира среди юниоров 2009 года в эстафете (Пра-де-Ли, Франция). На чемпионате мира среди молодёжи (до 23 лет) 2011 года в эстонском Отепя завоевал серебряную медаль в гонке на 15 км и был 10-м в скиатлоне на 30 км. На следующем чемпионате, в 2012 году в турецком Эрзуруме, финишировал 11-м в спринте.
На уровне чемпионата России в 2017 году стал победителем в эстафете в составе команды Московской области. Становился победителем и призёром чемпионатов Центрального и Поволжского федеральных округов, победителем соревнований «Красногорская лыжня» (2010) и других национальных соревнований.